# Ана Кристи
„Ана Кристи“ (на английски: Anna Christie) е трагична филмова адаптация от Metro-Goldwyn-Mayer от 1930 г. на едноименната пиеса от 1921 г. на Юджийн О'Нийл. Той е адаптиран от Франсис Марион, продуциран и режисиран от Кларънс Браун с Пол Берн и Ървинг Талберг като копродуценти. Оператор е Уилям Х. Даниелс, художествената режисура е на Седрик Гибънс и костюмите са на Ейдриън.
Главния състав се състои от Грета Гарбо, Чарлс Бикфорд, Джордж Ф. Марион и Мари Дреслър. Тя беше пусната на пазара, използвайки лозунга „Гарбо говори!“ (Garbo Talks!), тъй като това беше първият ѝ звуков филм. От всичките си звезди, Гарбо беше тази, която MGM пазеше най-дълго от разговорни филми от страх, че една от техните по-големи звезди, както и много други, няма да успее в тях. Нейният известен първи ред е: „Дай ми уиски, отстрани джинджифилов ейл и не бъди скъперник, скъпа!“ Всъщност английският език на Гарбо беше толкова добър, когато се появи в този филм, тя трябваше добави акцент в няколко повторения, за да звучи по-скоро като шведската Анна. В допълнение към английската и немскоезичната версия на този филм е направена и тиха версия със заглавия. Джордж Ф. Марион изпълнява ролята на бащата на Анна в оригиналната продукция на Бродуей, както и във филмовите адаптации от 1923 г. и 1930 г.
Беше номиниран за „Оскар“ за най-добра женска роля (Гарбо), най-добра кинематография и най-добра режисьор.

## Сюжет
Крис Кристоферсън (Джордж Ф. Марион), алкохоликът шлагер на въглища в Ню Йорк, получава писмо от отчуждената си двадесетгодишна дъщеря Анна „Кристи“ Кристоферсън (Грета Гарбо), в което му казва, че тя ще си тръгне Минесота да остане с него. Крис остави Ана да бъде отглеждана от роднини във ферма „Сейнт Пол“ преди 15 години и оттогава не я е виждал.
Ана пристига емоционално ранена жена с нечестно, скрито минало: тя работи в публичен дом от две години. Една вечер Крис спасява от морето Мат (Чарлз Бикфорд) и други двама разселени моряци. Ана и Мат скоро се влюбват и Анна преживява най-добрите дни в живота си. Но когато Мат ѝ прави брак, тя е неохотна и преследвана от близкото си минало. Мат настоява и принуждава Анна да му каже истината. Тя отваря сърцето си за Мат и баща си, разкривайки нейните тъмни тайни.

## В ролите
- Грета Гарбо – Ана Кристи
- Чарлс Бикфорд – Мат Бърк
- Джордж Ф. Марион – Крис Кристоферсън
- Мари Дреслър – Марти Оуенс
- Джеймс Т. Мак – Джони
- Лий Фелпс – Лари

## Номинации за Оскар
Ана Кристи е най-касовият филм през 1930 г. и получава следните номинации за Оскар:
- Най-добра актриса – Грета Гарбо
- Най-добър режисьор – Кларънс Браун
- Най-добра кинематография – Уилям Даниелс